# Polsat SuperHit Festiwal 2016
Polsat SuperHit Festiwal 2016 byl druhý ročník festival Polsat SuperHit Festiwal. Konal se ve dnech 27. – 29. května 2015 v Lesní opeře v Sopotech.

## Den 1. (pátek 27. května, 20:05)

### Tacy sami od 35 lat. Jubileum skupiny Lady Pank
Festival začal jubilejním koncertem kapely Lady Pank. Skupina působí na hudební scéně už 35 let. Lady Pank také obdržela Jantarového slvíka od prezidenta Sopot. Vystoupili mimo jiné Janusz Panasewicz a Jan Borysewicz. Koncertem provázela Paulina Sykut-Jeżyna. 
Na koncertě zazněly písně:
- „Kryzysowa narzeczona”

- „Zostawcie Titanica”

- „Mniej niż zero”

- „Zawsze tam, gdzie Ty”

- „Marchewkowe pole”

- „Miłość”

- „Tańcz, głupia, tańcz”

- „Taka Warszawa”

- „Tacy sami”

### Koncert platynowy
Následoval platinový koncert. Zúčastnili se jej umělci, jejichž hudební alba obdržela alespoň platinovou desku. Koncertem provázel Maciej Rock a Małgorzata Walewska. Speciální cenu uděleno obdržel Grzegorz Markowski.
Na koncertě vystoupili následující interpreti:
- Sylwia Grzeszczak – „Księżniczka”, „Tamta dziewczyna”

- Dawid Podsiadło – „W dobrą stronę”, „No”

- Sound’n’Grace – „Dach”, „Możesz wszystko”

- Bracia – „Niepisane”, „Zaklęty krąg” (z Krzysztofem Cugowskim)

- Andrzej Piaseczny – „Ostatni”

- Perfect – „Ale wkoło jest wesoło”, „Wszystko ma swój czas”

- Grzegorz Hyży –

- Stanisława Celińska – „Atramentowa rumba”, „W imię miłości”

- Golec uOrkiestra –

- Małgorzata Walewska a Piotr Cugowski – „Barcelona”

### Parę chwil. Jubileum skupiny IRA
První den byl zakončen jubilejním koncertem kapely IRA. Skupina je na polské hudební scéně již od roku 1986. Zazněly písně jako:
- „Nie daj mi odejść”

- „Nadzieja”

- „Parę chwil”

- „Ona jest ze snu”

- „Wiara”

## Den 2. (sobota 28. května, 20:05)

### Czterdziestka Zbigniewa Wodeckiego. Jubileum Zbigniewa Wodeckiego
Druhý den otevřel koncert Zbigniewa Wodeckého, který slaví 40 let své umělecké tvorby. Byl oceněn Jantarovým slavíkem. Koncerte provázeli Krzysztof Ibisz a Natalia Szroeder. Během koncertu zazněli písně:
- „Opowiadaj mi tak”

- „Rzuć to wszystko co złe”

- „Znajdziesz mnie znowu”

- „Chałupy Welcome To”

- „Z Tobą chcę oglądać świat” (s Natalií Szroeder)

- „Zacznij od Bacha”

- „Czardasz” (s Mariuszem Patyrou)

- „Pszczółka Maja”

- „Chłop wiosną”

### Rádiový hit roku
Během koncertu s názvem Rádiový hit roku (Radiowy Przebój Roku) byl určen vítěz rádiové hitu. Koncert otevřela Margaret s písní „Cool Me Down“ a skupina Loka s písní „Na jednej z dzikich plaż”. Koncertem provázeli Maciej Dowbor, Aleksandra Szwed, Maciej Rock, Karol Golonka, Marcin Szczurkiewicz, Jarosław Sadza i Michał Tercz. Koncert vyhrála skladba „Naucz mnie” z repertoáru zpěvačky Sarsy.
| Miejsce | Wykonawca          | Singel                  |
| ------- | ------------------ | ----------------------- |
| 1.      | Sarsa              | „Naucz mnie”            |
| 2.      | Sound’n’Grace      | „Dach”                  |
| 3.      | Video              | „Wszystko jedno”        |
| –       | Szymon Chodyniecki | „Sam na sam”            |
| –       | Kasia Popowska     | „Lecę tam”              |
| –       | IRA                | „Wybacz”                |
| –       | Antek Smykiewicz   | „Pomimo burz”           |
| –       | Blue Café          | „Zapamiętaj”            |
| –       | LemON              | „Jutro”                 |
| –       | Margaret           | „Heartbeat”             |
| –       | Grzegorz Hyży      | „Pusty dom”             |
| –       | Natalia Nykiel     | „Bądź duży”             |
| –       | Sound’n’Grace      | „Na pewno”              |
| –       | Enej               | „Kamień z napisem LOVE” |

### Życie jest w porządku. Jubileum Anny Wyszkoni
Koncert se konal na počest Anny Wyszkoni a její 20leté práce na hudební scéně. Zazpívala mimo jiné skladby:
- „Czy ten pan i pani”

- „Oczy szeroko zamknięte”

- „Wiem, że jesteś tam”

## Den 3. (neděle 29. května, 20:05)

### Sopocki Hit Kabaretowy W drodze
Festival byl zakončen kabareton, kterým provázeli Ewa Błachnio a Piotr Bałtroczyk. Během něj vystoupili například Ani Mru-Mru, Neo-Nówka, Kabaret Młodych Panów, Kabaret Skeczów Męczących, Rak, Cezary Pazura, Marcin Daniec, Krzysztof Piasecki, Kabaret Moralnego Niepokoju, Jerzy Kryszak, Kacper Kuszewski i Leszcze, Filip Siejka Band, Bartłomiej Kasprzykowski, Maciej Kraszewski, Mariusz Kałamaga, Sławomir, Tamara Arciuch a Zespół Żarówki.